# Singapore Flyer

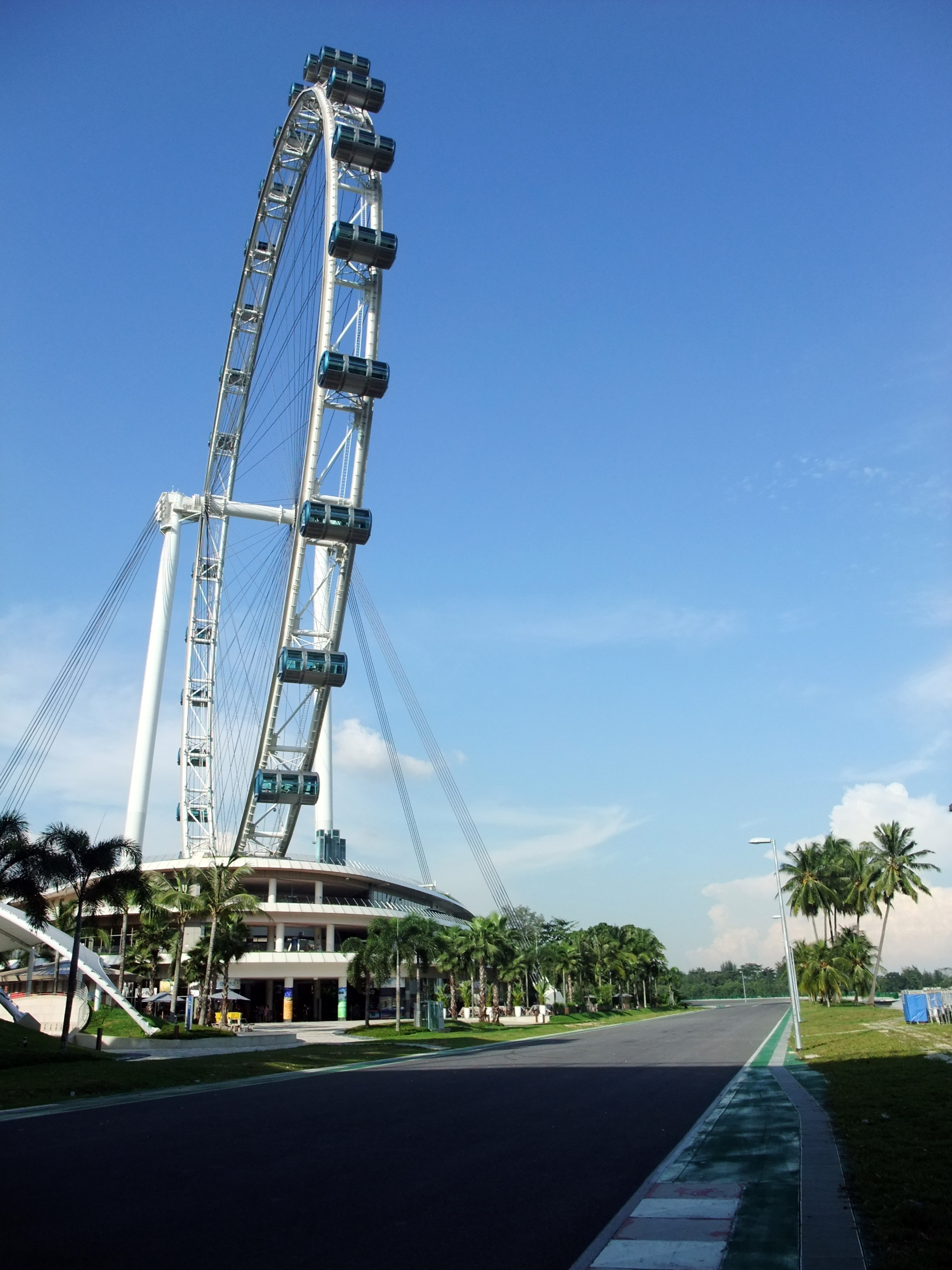
Singapore Flyer mit angrenzender Formel-1-Rennstrecke Marina Bay Street Circuit

Der Singapore Flyer ist mit einer Höhe von 165 Metern das dritthöchste Riesenrad der Welt, von März 2008 bis April 2014 war es das weltweit höchste. Es steht in einer ufernahen Grünanlage am Rande der Stadt im Stadtstaat Singapur und löste bei seiner Eröffnung den Stern von Nanchang als größtes Riesenrad der Welt ab.

## Geschichte
Erbaut wurde der Singapore Flyer von der Great Wheel Corporation; die Baukosten betrugen etwa 135 Millionen Euro und wurden von deutschen Investoren aufgebracht. Verantwortlich für die sicherheitstechnische Abnahme des Riesenrads ist der TÜV Süd.
Am 11. Februar 2008 wurden erstmals Gäste auf dem Riesenrad befördert; die Eröffnung für die Allgemeinheit erfolgte am 1. März.
Der Singapore Flyer löste den Stern von Nanchang als größtes Riesenrad der Welt ab und wurde am 31. März 2014 durch The High Roller in Las Vegas abgelöst.
Am 23. Dezember 2008 um ca. 17 Uhr Ortszeit führte ein Kurzschluss in einem der Motoren des Riesenrads zu einem sechsstündigen Stromausfall. Etwa 170 Passagiere waren vorübergehend eingeschlossen; ein Teil von ihnen wurde in einer stundenlangen Rettungsaktion aus den Kapseln abgeseilt. Kurz nach 23 Uhr Ortszeit war die Panne behoben, so dass die übrigen Passagiere die Kapseln selbst verlassen konnten. Der Betreiber legte das Riesenrad nach dem Zwischenfall für einige Tage still.

## Bauweise

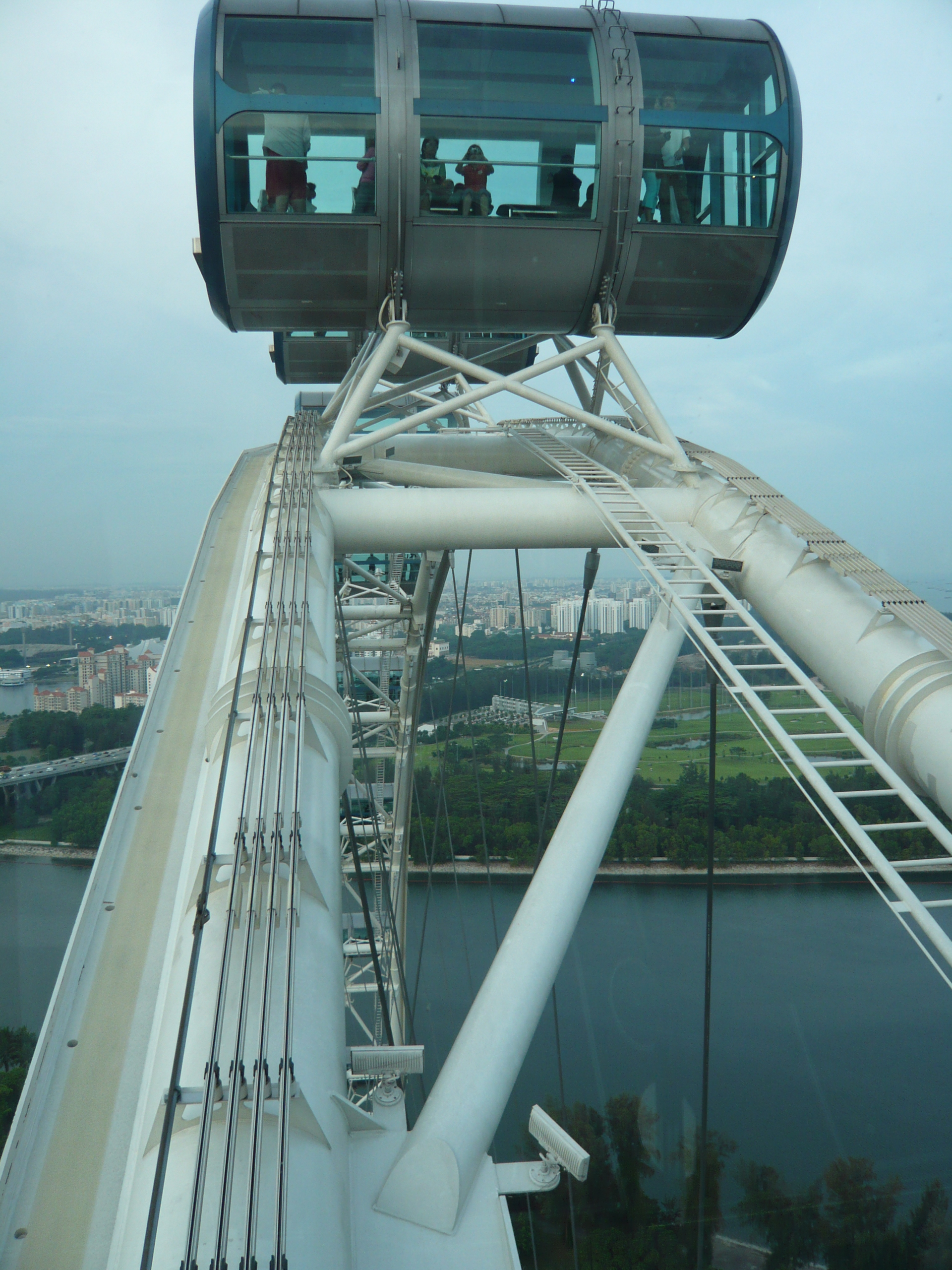
Lagerungsmechanismus einer Gondel

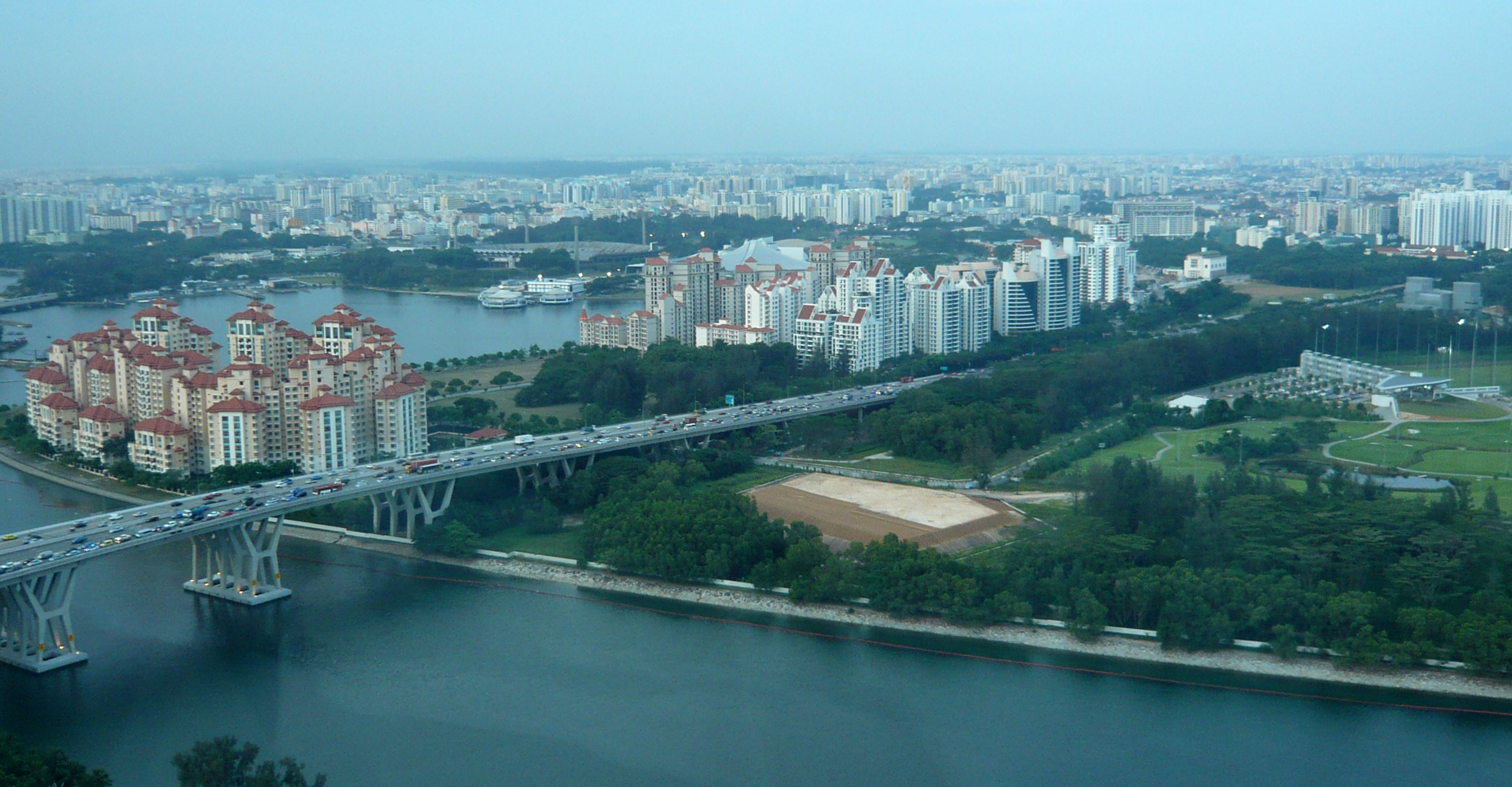
Aussicht aus einer Kabine

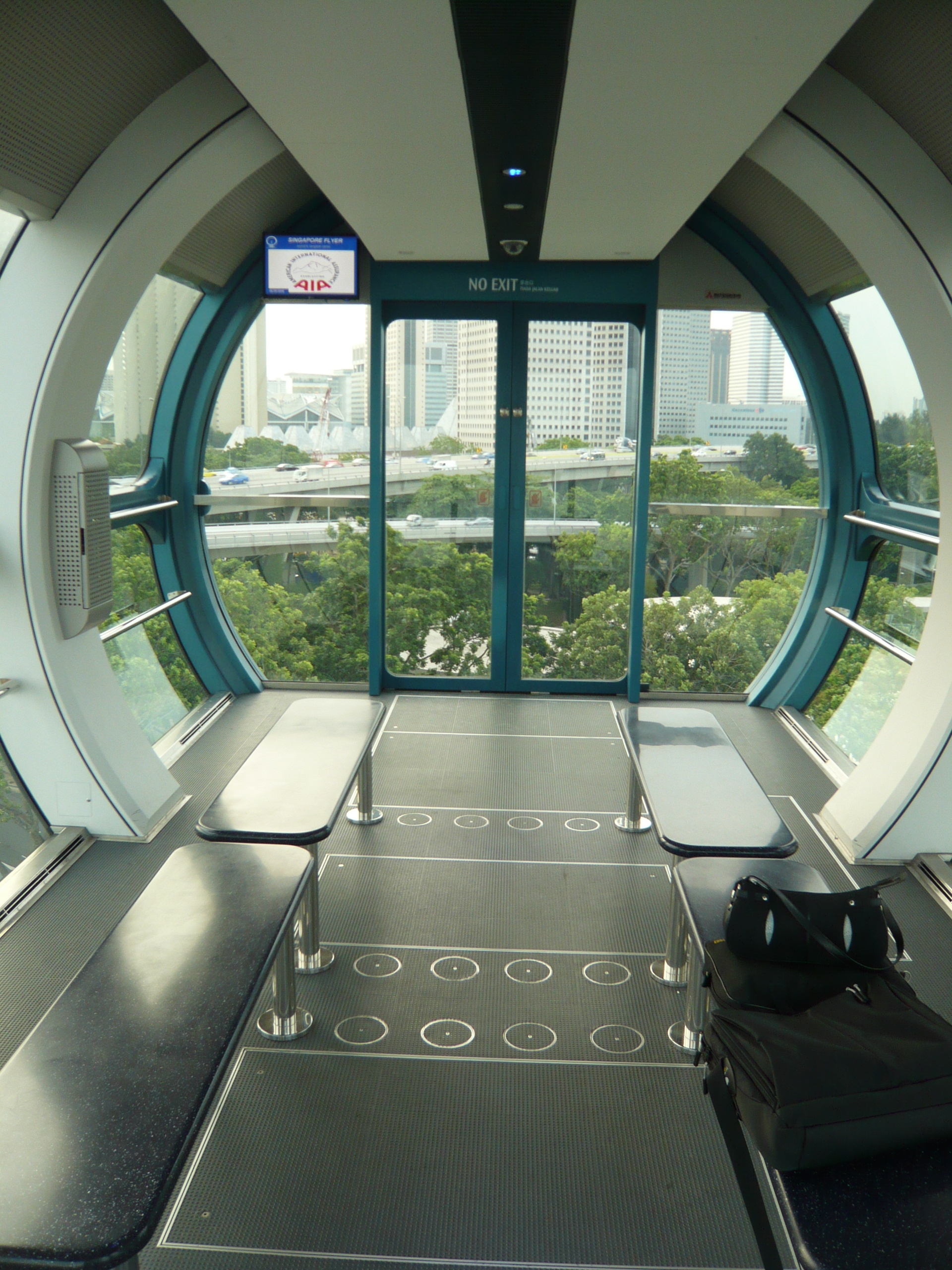
Innenansicht einer Gondel

Die Bauweise des Singapore Flyer orientiert sich an der des London Eye. Das Rad ist mit 112 je 8 cm dicken Stahlseilen an der Nabe befestigt. Da ein so konstruiertes Rad erst geschlossen in sich stabil wird, wurde es beim Aufbau mit massiven Speichen stabilisiert.
Das Rad dreht sich langsam aber gleichmäßig und wird zum Einsteigen nicht angehalten. Eine Umdrehung dauert in etwa 30 Minuten. Der Eintrittspreis für eine Fahrt beträgt umgerechnet etwa 20 Euro pro Person.
Das Riesenrad verfügt über 28 Gondeln, die jeweils bis zu 28 Personen fassen, was eine Gesamtkapazität von 784 Personen ergibt. Die Zahl „28“ hat dabei eine auch symbolische Bedeutung: Die 8 gilt bei Chinesen als Glückszahl, die 28 wird entsprechend als doppeltes Glück verstanden. Die Gondeln sind, in jeweils zwei Ringen gelagert, außerhalb des Rades befestigt, damit dieses auch in höchster Position nicht die Sicht behindert, die bis zu 45 km weit reichen kann. Da die großen Glasflächen einen Treibhauseffekt erzeugen, verfügt jede der Kabinen über vier Klimaanlagen, die die Luft kühlen und trocknen, wobei pro Stunde und Gondel 32 Liter Kondenswasser anfallen. Das Wasser wird nach jeder Runde aus den Gondeln abgelassen. Damit sich kein Wasser aus der Außenluft an der Oberfläche der gekühlten Gondeln niederschlägt, wird die Raumtemperatur der Kabinen bei jeder Durchfahrt der Station individuell angepasst.
Die starken Winde in Singapur erzeugen Luftverwirbelungen um die zwei Pfeiler, die damit auftretenden Luftdruckschwankungen versetzen diese in Schwingungen. Um Materialermüdung zu vermeiden, ist jeder mit einem Schwingungsdämpfer ausgerüstet, der über eine 85 m hohe Leiter erreicht werden kann. Als Schwingungsdämpfer dienen jeweils zweieinhalb Tonnen Stahl, die 10 cm Spielraum zum Schwingen haben. Sie nehmen die Bewegung der Pfeiler in sich auf, die dann von Stoßdämpfern in Wärme umgewandelt wird.